# Conus tonisii
Espèce
Conus tonisii est une espèce de mollusques gastéropodes marins de la famille des Conidae.
Comme toutes les espèces du genre Conus, ces escargots sont prédateurs et venimeux. Ils sont capables de « piquer » les humains et doivent donc être manipulés avec précaution, voire pas du tout.

## Description
En tant qu'escargot de mer, Conus tonisii possède une coquille et vit sous l'eau.

## Distribution
Cette espèce marine se trouve au large des côtes du Brésil.

## Taxonomie

### Publication originale
L'espèce Conus tonisii a été décrite pour la première fois en 2014 par les malacologistes américains Edward James Petuch (d) et Robert F. Myers (d) dans « Xenophora Taxonomy »,.

### Synonymes
- Poremskiconus tonisii Petuch & R. F. Myers, 2014 · non accepté